# Teatro Aberto
O Teatro Aberto MHIP é um teatro português situado em Lisboa, na Rua Armando Cortez, na Praça de Espanha.
Em 2017, no festejo do quadragésimo aniversário do teatro, recebeu a Ordem da Instituição Pública pelo Presidente da República, sendo a primeira vez que tal ordem é atribuída a uma entidade.
Juntamente com a Sociedade Portuguesa de Autores, organiza anualmente o Grande Prémio de Teatro Português.

## Origem
Em meados dos anos 60, Rui Mendes, Morais e Castro, Irene Cruz e João Lourenço decidem criar um grupo de teatro que fosse uma pedrada no charco, em pleno fascismo. Nasce o Grupo 4, um dos pioneiros do teatro independente português.
Em 1976 o Grupo 4 inaugurou o Teatro Aberto, na Praça de Espanha. Foi inaugurado com a peça de Brecht O Círculo de Giz Caucasiano.
Em 1982 o Novo Grupo tornou-se a companhia residente do Teatro Aberto.
Em 2002 o Teatro Aberto mudou-se para outro local na mesma praça.

## Direcção
A actual direcção deste teatro é composta por:
- João Lourenço (ator) (encenador)
- Irene Cruz (actriz)
- Francisco Pestana (actor)
- Melim Teixeira (actor)

A direcção artística da área de teatro é da responsabilidade de João Lourenço e a da área da música pertence a João Paulo Santos.
Do seu repertório constam grandes clássicos do teatro universal mas sobretudo peças de teatro contemporâneo: de novos autores da dramaturgia internacional e também de língua portuguesa, além de óperas e concertos.
Para construir este repertório, até à data, o Novo Grupo / Teatro Aberto produziu 76 peças de teatro, 5 óperas e 22 concertos num total de 103 espectáculos apresentados em cerca de 4.700 sessões no Teatro Aberto antigo e nas duas salas do novo Teatro Aberto: Sala Azul e Sala Vermelha.
Estes espectáculos, que foram dirigidos por 17 encenadores, são originais de 69 autores e 23 compositores, tendo contado com a colaboração, nas obras estrangeiras, de 16 tradutores.
Entre os autores e compositores apresentados estão: Dario Fo, Nikolai Erdman, Alexei Arbuzov, Bertolt Brecht, Kurt Weill, Anton Tchekov, Luigi Pirandello, Samuel Beckett, José Saramago, Georges Feydeau, Jim Cartwright, Paul Hindemith, William Shakespeare, Shelagh Delaney, Bernard-Marie Koltès, Benjamin Britten, Bruce Graham, Botho Strauss, Stephen Sondheim, David Mamet, Edvard Grieg, Eurico Carrapatoso, Eugene O'Neill, Jean Anouilh, Fernando DaCosta, Frank Martin, Sam Shepard, Tankred Dorst, Werner Egk, Howard Korder, Henrik Ibsen, Pedro Osório, Nick Grosso, Michael Frayn, Alfred Schnittke, Carole Fréchette, Neil LaBute, Michael Healey, Tom Stoppard.
Estes espectáculos foram interpretados por 322 actores, 84 cantores e 142 músicos.
Os actores foram, entre outros: Mário Viegas, Irene Cruz, Francisco Pestana, Carmen Santos, Anna Paula, Jorge Gonçalves, Manuela Cassola, António Feio, Miguel Guilherme, João Perry, Alexandre de Sousa, Vítor Norte, Orlando Costa, Eunice Muñoz, Rogério Paulo, São José Lapa, Natália Luísa, Canto e Castro, Cristina Carvalhal, Virgílio Castelo, Sandra Faleiro, Nuno Melo, Diogo Infante, Maria Henrique, Alexandra Lencastre, Teresa Roby, Teresa Madruga, Ana Zanatti, Maria João Abreu, Rogério Samora, Ivo Canelas, Joana Seixas, Pedro Penim, Philipe Leroux, Raquel Dias, Sylvie Rocha, Victor d’Andrade, Joana Fartaria, Paulo Oom, Paulo Pires, Joaquim Monchique, João Lagarto, Sofia Aparício, Catarina Furtado, Sofia de Portugal, Tiago Vidigal, Patrícia Bull, Sílvia Balancho, Maria Emília Correia, João Pedro Vaz, Rogério Samora, Margarida Marinho, Ana Nave, António Cordeiro, Luís Alberto, Rui Mendes, Sara Belo, Leonor Seixas, São José Correia, Marco Delgado, Jorge Corrula, Adérito Lopes, Pedro Granger, Afonso Pimentel.
Entre os cantores estão: Ana Ester Neves, Helena Afonso, Helena Vieira, Jorge Vaz de Carvalho, Carlos Guilherme, Mário Redondo, Ana Paula Russo, Mário João Alves, Luís Rodrigues, Marco Alves dos Santos, Carla Simões, José Corvelo, Marina Ferreira, Dora Rodrigues, Ana Serôdio, João Miguel Queiroz.
Nestes espectáculos colaboraram 28 cenógrafos, 27 figurinistas e 10 coreógrafos.
Foi feito Membro Honorário da Ordem da Instrução Pública a 29 de junho de 2016.

## Peças
| Ano  | Peça                                             | Encenação            | Elenco | Local                       |
| ---- | ------------------------------------------------ | -------------------- | --- | --------------------------- |
| 1982 | Oiçam Como Eu Respiro                            | João Lourenço (ator) | Carmen Santos,Irene Cruz, Melim Teixeira | Teatro Aberto               |
| 1983 | O Suicidário                                     | João Lourenço (ator) | Amílcar Botica, António Reis, Argentina Rocha, Carlos Pisco, Carmen Santos, Costa Soares, Filipe Crawford, Francisco Pestana, Irene Cruz, Joel Constantino, Jorge Gonçalves, José António, Maria Albergaria, Maria João, Mário Viegas, Melim Teixeira, Paula Guedes, Teresa Lima, Vasconcelos Viana | Teatro Aberto               |
| 1984 | USU Português- 2002 Odisseia do Terreiro do Paço | João Lourenço (ator) | António Feio, Argentina Rocha, Artur Mendonça, Carlos Pisco, Francisco Pestana, Irene Cruz , Jorge Gonçalves, Jorge de Sousa Costa, Luzia Paramés, Mário Viegas, Melim Teixeira, Miguel Guilherme, Rosa Villa, Waldemar de Sousa | Teatro Aberto               |
| 1986 | Mãe Coragem e os seus filhos                     | João Lourenço (ator) | André Maia, António Anjos, António Banha, Artur Mendonça, Barroso Lopes, Carlos Daniel, Carlos Costa, Carlos Duarte, Carlos Fonseca, Catarina Avelar, Eunice Munoz, Francisco Pestana, Igor Sampaio,Irene Cruz, João de Carvalho, Jorge Gonçalves, Madalena Braga, Manuel Cavaco, Mário Pereira,Nuno Franco,Orlando Costa, Rogério Paulo, Ruy de Carvalho, Ruy de Matos, São José Lapa | Teatro Nacional D. Maria II |
| 1986 | O jardim das cerejas                             | João Lourenço (ator) | Adriano Luz, Amilcar Botica, Argentina Rocha, Carmen Dolores, Francisco Pestana, Irene Cruz, Isabel Ribas, João Baião, Joaquim Rosa, Jorge Gonçalves , José Gomes , José Pedro Gomes, Luis Santos, Melim Teixeira, Natália Luisa, Teresa Pereira | Teatro Aberto               |
| 1987 | A Dama do Maxim                                  | João Lourenço (ator) | Amílcar Botica, António Rui, Canto e Castro, Cristina Carvalhal, Fernanda Montemor, Francisco Pestana , Ilda Seabra, Irene Cruz, Isabel Ribas, João Baião, Joaquim Rosa, Jorge Gonçalves, José Pedro Gomes , Luís Óscar, Luísa Salgueiro, Manuela Cassola, Maria João Cunha, Melim Teixeira, Paulo Filipe, Paulo Matos, Virgílio Castelo, Teresa Sobral | Teatro Aberto               |
| 1987 | A Segunda vida de Francisco de Assis             | Norberto Barroca     | Adriano Luz, Amílcar Botica, Argentina Rocha, Francisco Pestana, Isabel Ribas, João Baião, Jorge Gonçalves, José Gomes, José Pedro Gomes, Laura Soveral, Melim Teixeira, Miguel Martins, Teresa Sobral | Teatro Aberto               |
| 1988 | A Rua                                            | João Lourenço        | Amílcar Botica, Canto e Castro, Carlos Pisco, Cristina Carvalhal, Elsa Braga, Francisco Pestana, Isabel Ribas, Irene Cruz, João Baião, Joaquim Monchique, Jorge Gonçalves, José Jorge Duarte, José Pedro Gomes, Luís Castro, Luísa Salgueiro, Melim Teixeira, Paula Fonseca, Sandra Faleiro, T. de Almeida , Teresa Sobral, Virgílio Castelo, Zita Esteves | Teatro Aberto               |
| 1988 | A Nave Adormecida                                | Castro Guedes        | Francisco Pestana, Irene Cruz, João Baião, Joaquim Monchique, Jorge Gonçalves, Mário Jacques, Melim Teixeira, Paula Fonseca, Paulo d'Araújo, Teresa Sobral | Teatro Aberto               |
| 1988 | Romeu e Julieta                                  | João Lourenço (ator) | António Filipe, Carlos Gomes, Cristina Avelar, Élio Correia, Francisco Pestana, Francisco Sales, Irene Cruz, Isabel Ribas, João Baião, Joaquim Monchique, Joaquim Rosa, Jorge Gonçalves, José Jorge Duarte , Luís Óscar, Luísa Salgueiro, Melim Teixeira, Paula Bicho, Paula Fonseca, Paulo d'Araújo, Rolando Alves , Rui Luís Brás, Sandra Faleiro, Simon Wadsworth, Teresa Sobral , Zita Esteves | Teatro Aberto               |
| 1988 | Happy End                                        | João Lourenço        | António Filipe, Cristina Carvalhal, Élio Correia, Fernando Gomes, Fernando Luís, Francisco Pestana, Irene Cruz, Isabel Ribas, Joana Bagulho, João Baião, Jorge Cardoso, Manuel Fatela, Maria João Cunha, Melim Teixeira, Paula Castro, Paula Fonseca, Paulo Curado, Paulo Oom, Pedro Curado, Rolando Alves, Teresa Sobral, Zita Esteves | Teatro Aberto               |
| 1989 | A Marmita de Papin                               | Fernando Gomes       | António Filipe, Carlos Gomes, Cristina Carvalhal, Élio Correia, Fernando Luís, Isabel Ribas, João Baião , Joaquim Monchique, Jorge Gonçalves, Luis Óscar, Melim Teixeira, Paula Bicho, Paula Fonseca, Paulo d’Araújo, Rui Luís Brás, Teresa Sobral, Zita Esteves | Teatro Aberto               |
| 1990 | Na Solidão dos Campos de Algodão                 | João Lourenço (ator) | João Perry, Mário Viegas | Teatro Aberto               |
| 1990 | Desejo Sob os Ulmeiros                           | João Lourenço        | Alexandra Sedas, António Filipe, Arnaldo Silva, Cristina Carvalhal, Élio Correia, Fernando Luís, Francisco Pestana, Irene Cruz, Joaquim Monchique, Luísa Salgueiro, Melim Teixeira, Rogério Paulo, Zita Esteves | Teatro Aberto               |
| 1991 | O Suicidário                                     | João Lourenço        | Agostinho Macedo, Alexandra Sedas, António Filipe, Cláudia Viana Bastos, Cristina Carvalhal, Élio Correia, Fernanda Montemor, Fernando Candeias, Fernando Ferreira, Francisco Pestana, Irene Cruz, Joaquim Monchique, Luís Óscar, Luiza Salgueiro, Manuel Cavaco, Mário Viegas, Melim Teixeira, Paulo Oom, Zita Esteves | Teatro Aberto               |
| 1992 | Um sabor a mel                                   | João Lourenço        | André Maia, Cristina Carvalhal, Irene Cruz, Mário Gramaço, Miguel Hurst, Nuno Melo | Teatro da Trindade          |
| 1992 | A Ópera de Três Vinténs                          | João Lourenço        | Fernando Gomes, Canto e Castro, Manuela Santos, Sofia de Portugal, Fernando Luís, Francisco Pestana, Melim Teixeira, Luís Mascarenhas, Élio Correia, Mário Redondo, Filipe Costa, Roberto Candeias, Luís Carolino, Bruno Schiappa, Alexandre Ribeiro, Irene Cruz, Paula Fonseca, Cristina Carvalhal, Zita Esteves, Sandra Faleiro, Sandra Gaspar, Sónia Aragão, Lisa Hurst, Ana Bergano, Carla Ribeiro, Diogo Infante , Maria Henrique , António Filipe, Paulo Magalhães, Céu Caetano, Elisabete Boura, Américo Silva, Paulo Neto | Teatro Aberto               |
| 1993 | Top Girls                                        | Fernanda Lapa        | Ângela Pinto, Cristina Carvalhal, Elsa Galvão, Irene Cruz, Maria Henrique, Paula Fonseca, Sofia de Portugal | Teatro Aberto               |
| 1995 | A Morte e a Donzela                              | Fernanda Lapa        | Irene Cruz, João Lagarto, Rui Mendes | Teatro Aberto               |
| 1995 | O Caminho para Meca                              | João Lourenço        | Eunice Muñoz, Irene Cruz, Santos Manuel, Virgínia Brito | Teatro Nacional D,Maria II  |
| 1996 | As Presidentes                                   | João Lourenço        | Anna Paula, Fernando Ferreira, Irene Cruz, Maria João Abreu, Paulo Neto, Tiago Torres da Silva | Teatro Aberto               |
| 1998 | O Mar é Azul, Azul                               | João Lourenço        | Carlos Pisco, Irene Cruz, Joana Almada, José Jorge Duarte, Nuno Lopes, Sara Cavaco | Teatro Aberto               |
| 1999 | Top Dogs                                         | João Lourenço        | Alexandra de Sousa, António Cordeiro, Francisco Pestana, Irene Cruz, José Boavida, Luís Esparteiro, Melim Teixeira, Teresa Sobral | Teatro Aberto               |
| 2000 | A Última Batalha                                 | Fernando Heitor      | Adriana Queirós, António Cordeiro, Élvio Camacho, Francisco Pestana, Irene Cruz, João Cabral, Luís Alberto, Manuel Brás da Costa, Sofia Aparício, Sofia de Portugal | Teatro Aberto               |
| 2000 | Até mais ver                                     | João Lourenço        | António Cordeiro, Carlos Pisco, Filipa Le Goulon Bonniz, Irene Cruz, João Reis, Luís Alberto , Miguel Magalhães | Teatro Aberto               |
| 2002 | Peer Gynt                                        | João Lourenço (ator) | António Cordeiro, Carlos Pisco, Catarina Furtado, Catarina Matos, Cláudia Chéu, Francisco Pestana , Henrique Félix, Inês Rosado, Irene Cruz, João Pedro Vaz, José Boavida, Lourenço Henriques, Luís Alberto, Marta Furtado, Melim Teixeira, Nuno Nunes, Nuno Távora, Paulo Ribeiro, Rita Pitschieller, Sara Belo, Sílvia Balancho, Sofia Borges, Sofia de Portugal, Tobias Monteiro | Teatro Aberto               |
| 2002 | José e Maria                                     | João Lourenço        | Irene Cruz, Rui Mendes | Teatro Aberto               |
| 2003 | Demónios menores                                 | João Lourenço        | Ana Nave, Afonso Pimentel, António Cordeiro, Carlos Gomes, Francisco Pestana, Irene Cruz , Maria de Aires, Virgílio Castelo | Teatro Aberto               |
| 2005 | A Ópera de Três Vinténs                          | João Lourenço        | Adriana Aboim , Ana Brandão, Ana Sofia Santos, António Cordeiro, Carlos Pisco, Francisco Pestana, Frederico Moreno, Irene Cruz, Jennifer Veiga, Joana Silva, João Ricardo, Madalena Alberto, Mário Redondo, Rui Melo, Sílvia Filipe, Tiago Mateus, Vanda Elias | Teatro Aberto               |
| 2006 | Galileu                                          | João Lourenço (ator) | Adérito Lopes, António Cordeiro, Afonso Pimentel, Carla Chambel, Francisco Pestana, Irene Cruz, Joana Martins , Joana Silva, Jorge Gonçalves, Luís Alberto, Rui Luís Brás, Rui Mendes, Rui Melo, Rui Morisson, Sara Janic, Pedro Giestas,Sérgio Silva, Susana Lourenço | Teatro Aberto               |
| 2008 | Imaculados                                       | João Lourenço        | Amílcar Azenha, Ana Brandão, Ana Nave, Ana Rita Trindade, Carlos Pisco, Carmen Santos , Cátia Ribeiro, Francisco Pestana, Inês Rosado, Irene Cruz, Luís Barros, Pedro Ramos, Quimbé. Rini Luyks | Teatro Aberto               |
| 2009 | Hannah and Martin                                | João Lourenço        | Ana Padrão, Cátia Ribeiro, Cristovão Campos, Diogo Mesquita , Francisco Pestana, Irene Cruz , João Ricardo, João Silvestre, Luís Alberto, Maria Ana Bernauer, Rui Mendes | Teatro Aberto               |
| 2010 | O senhor Puntila e o seu criado Mati             | João Lourenço (ator) | António Pedro de Lima, Cátia Ribeiro, Carlos Malvarez, Carlos Pisco, Cristóvão Campos,Francisco Pestana, Mafalda Lencastre, Mafalda Luís de Castro, Marta Dias, Miguel Guilherme, Patrícia André, Rui Morrison, Sara Cipriano, Sérgio Praia, Sofia de Portugal | Teatro Aberto               |
| 2011 | Purga                                            | João Lourenço        | Alberto Quaresma, Ana Guiomar, Carlos Malvarez, Hugo Bettencourt, Irene Cruz, Patrícia André, Rui Neto | Teatro Aberto               |
| 2014 | Amor e informação                                | João Lourenço (ator) | Ana Guiomar, Carlos Malvarez, Cristóvão Campos, Francisco Pestana, Irene Cruz, João Vicente, Marta Dias, Marta Ribeiro, Melim Teixeira, Patrícia André, Paulo Oom, Rui Neto, Teresa Sobral | Teatro Aberto               |
| 2015 | Boas Pessoas                                     | Marta Dias           | Irene Cruz, Leonor Seixas, Luís Lucas Lopes, Maria João Abreu, Pedro Laginha, Sílvia Filipe | Teatro Aberto               |
| 2015 | Vénus de Vison                                   | Marta Dias           | Ana Guiomar, Pedro Laginha | Teatro Aberto               |
| 2019 | Golpada                                          | João Lourenço (ator) | Ana Guiomar, Carlos Malvarez, Cristóvão Campos, Rui Melo, Tomás Alves | Teatro Aberto               |
| 2019 | Doença da Juventude                              | Marta Dias           | Carolina Carvalho, Eduardo Breda, Filipa Areosa, Helena Caldeira, Madalena Almeida, Samuel Alves, Vítor d’Andrade | Teatro Aberto               |
| 2019 | Alma                                             | Cristina Carvalhal   | Bernardo Lobo Faria, Bruna Quintas, Guilherme Moura, Sofia Fialho | Teatro Aberto               |
| 2021 | Só eu escapei                                    | João Lourenço        | Catarina Avelar, Lídia Franco, Márcia Breia, Maria Emília Correia | Teatro Aberto               |
| 2021 | Começar                                          | João Lourenço        | Cleia Almeida, Pedro Laginha | Teatro Aberto               |
| 2022 | Os Filhos                                        | Álvaro Correia       | Custódia Gallego, João Lagarto, Maria José Paschoal | Teatro Aberto               |
| 2022 | Não me faças perder tempo                        | Rui Neto             | Beatriz Godinho, Daniel Viana, João Tempera, Katrin Kaasa, Leonor Seixas, Luís Gaspar, Rita Cruz, Telmo Ramalho | Teatro Aberto               |
| 2022 | O coração de um pugilista                        | João Lourenço        | Bárbara Vagaroso, Gonçalo Almeida, Miguel Guilherme | Teatro Aberto               |
| 2023 | O Filho                                          | João Lourenço        | Cleia Almeida, Paulo Oom, Paulo Pires, Pedro Rovisco, Sara Matos, Rui Pedro Silva | Teatro Aberto               |
| 2023 | Um homem inofensivo                              | Álvaro Correia       | Filipe Vargas, Renato Godinho | Teatro Aberto               |